# Busso von Wedell
Pour les articles homonymes, voir Wedell.
Busso Heinrich Christoph von Wedell, également Wedell-Piesdorf (né le 30 avril 1804 à Piesdorf et mort le 24 mai 1874 à Berlin)  est un agent des impôts et président de district prussien.

## Origine
Busso von Wedell est le fils de Gottlob Heinrich Magnus von Wedel (de) (1769-1831), héritier de Piesdorf et Beweringen, et de son épouse Philippine von Wedel (1776-1835).

## Biographie
Wedell est auscultateur au tribunal de district en 1824 et conseiller à Francfort-sur-l'Oder en 1835. De 1844 à 1848, il est président du district d'Aix-la-Chapelle, de 1850 à 1851 du district de Stralsund et de 1851 à 1861 du district de Mersebourg .
En 1861, il devient directeur de l'administration de la dette du gouvernement central au ministère prussien des Finances. Il reçoit le titre de conseiller financier en chef secret.
Il se marie le 13 octobre 1834 à Francfort-sur-l'Oder avec la baronne Pauline von der Reck (1805-1859). Le couple a plusieurs enfants:
- Marie Luise Philippine Ottilie (née le 13 octobre 1835)
- Wilhelm Karl Heinrich Magnus (1837-1915), ministre de la Maison royale mariée avec Editha Sophie von Kotze
- Karl (de) (1845-1917) marié avec Walpurgis (Wally) Lisette Fanny von Trotha